# Actual Size
Actual Size è il sesto album in studio del gruppo musicale statunitense Mr. Big, pubblicato il 25 settembre 2001 dalla Atlantic Records.

## Tracce
1. Lost in America – 4:52 (Eric Martin, André Pessis)
2. Wake Up – 3:44 (Richie Kotzen, Richie Zito)
3. Shine – 3:42 (Kotzen, Zito)
4. Arrow – 3:42 (Martin, Jack Blades)
5. Mary Goes 'Round – 4:00 (Martin, Pessis)
6. Suffocation – 4:42 (Pat Torpey, Lanny Cordola, Chuck Wright)
7. One World Away – 4:05 (Torpey, Cordola, Wright)
8. I Don't Want to Be Happy – 4:50 (Martin, Zito, Kotzen, Pessis)
9. Crawl Over Me – 5:08 (Torpey, Cordola, Matt Sorum)
10. Cheap Little Thrill – 3:11 (Torpey, Cordola, Wright)
11. How Did I Give Myself Away – 4:15 (Martin, Billy Sheehan, Kotzen, Pessis)
12. Nothing Like It in the World – 5:00 (Martin, Pessis)

Traccia bonus nell'edizione giapponese
1. Deep Dark Secret – 4:37 (Torpey, Cordola, Wright)

## Formazione
- Eric Martin – voce
- Richie Kotzen – chitarre, seconda voce in Suffocation, tastiere in Nothing Like It in the World
- Billy Sheehan – basso, cori
- Pat Torpey – batteria, cori